# Hyūga Endō
Hyūga Endō (遠藤 日向, Endō Hyūga, né le 5 août 1998) est un athlète japonais, spécialiste des courses de fond.

## Biographie
Il est sacré champion du Japon du 5 000 m en 2021 et 2022.
En 2023, Hyūga Endō remporte la médaille d'or du 5 000 m lors des championnats d'Asie à Bangkok. 

## Palmarès
| Date | Compétition         | Lieu    | Résultat | Épreuve | Temps          |
| ---- | ------------------- | ------- | -------- | ------- | -------------- |
| 2023 | Championnats d'Asie | Bangkok | 1er      | 5 000 m | 13 min 34 s 94 |